# Overheard 3
Série
Overheard 2
(2011)
Pour plus de détails, voir Fiche technique et Distribution.
Overheard 3 (竊聽風雲3, Sit ting fung wan 2) est un thriller hongkongais écrit et réalisé par Alan Mak et Felix Chong et sorti en 2014 à Hong Kong.
C'est la suite de Overheard 2 (2011), bien que les trois acteurs principaux, Lau Ching-wan, Louis Koo et Daniel Wu, jouent ici des personnages différents. Seuls les éléments clés des deux premiers films étant conservés.
Il totalise 53 493 428 US$ de recettes au box-office.

## Synopsis
Il y a cinq ans, Lau (Louis Koo) a été condamné pour le meurtre d'un important propriétaire foncier lors d'un accident de voiture. À cette époque, il travaillait comme chauffeur pour To (Kenneth Tsang), un magnat de la campagne.
Une rumeur affirme que To est derrière cet accident, la mort du propriétaire lui donnant immédiatement un avantage compétitif dans la construction de futurs immeubles. Avant la rétrocession de Hong Kong à la Chine de 1997, chaque habitant des Nouveaux Territoires avait le droit de construire une maison. Cependant, cela avait provoqué un déséquilibre social sur le droit à la terre, jusqu'à ce que le gouvernement décide de réunir tous les droits fonciers restants de ces résidents et de planifier la construction de hauts immeubles d'appartements. To souhaitait remporter l'énorme projet et c'est pour cela qu'il était en compétition avec d'autres constructeurs.
Quand Lau sort de prison cinq ans plus tard, le monde a changé. La société de To est devenu bien plus puissante, tout comme son ancien bras droit, Keung (Lau Ching-wan), frère de sang de Lau, qui a maintenant sa propre activité. Néanmoins, avec l'aide d'un ancien camarade de cellule et pirate informatique, Joe (Daniel Wu), Louis drogue Keung et ses frères avec des somnifères dans les boissons et implante des puces dans leurs téléphones portables pour écouter leurs conversations.
Joe met au courant Eva (Zhou Xun), une mère de famille matérialiste, qui a autrefois eu des ennuis avec Lau et Keung. Lau découvre le plan ultime de Keung, celui-ci pourrait changer le développement de Hong Kong pour toujours.

## Fiche technique
- Titre original : 竊聽風雲3
- Titre international : Overheard 3
- Réalisation : Alan Mak et Felix Chong
- Scénario : Alan Mak et Felix Chong
- Montage : Curran Pang
- Musique : Chan Kwong-wing
- Production : Derek Yee et Ronald Wong
- Société de production : Sil-Metropole Organisation, Pop Movies et Polybona Films
- Société de distribution : Distribution Workshop (Hong Kong) et Polybona Films (Chine)
- Pays d'origine :  Hong Kong
- Langue originale : cantonais et mandarin
- Format : couleur
- Genre : thriller
- Durée : 131 minutes
- Dates de sortie :
  -  Chine,  Singapour et  Malaisie : 29 mai 2014
  -  Hong Kong: 5 juin 2014
  -  Taïwan : 13 juin 2014

## Distribution
- Lau Ching-wan : Luk Kam-keung
- Louis Koo : Lau Wing-jau
- Daniel Wu : Joe
- Zhou Xun : Moon
- Michelle Ye : Luk Wing-yu
- Alex Fong (en) : Fu
- Kenneth Tsang: Oncle To
- Ng Man-tat : Szeto
- Huang Lei (en) : Wan
- Gordon Lam : Paul
- Dominic Lam (en) : Chuck
- Huang Yi (en) : la femme de Fu
- Chin Ka-lok : Yuen
- Wilfred Lau : Dragon boy
- Vincent Kok (en) : l'expert en informatique
- Helena Law : Tante Gil
- Yeung Ying-wai : un villageois
- Kwok Fung (en) : Oncle Neuf
- Vincent Lo : Sunny
- Ben Yuen (en) : un travailleur
- Felix Lok (en) : Mark
- Tony Ho : le chauffeur du camion
- Lung Tin-sang : Hung
- Candy Yuen (en) : une prostituée (non créditée)

## Accueil
Boon Chan du The Straits Times écrit : « La complexité du réseau de relations et de transactions foncières ainsi que la surveillance électronique de haute technologie donnent à Overheard 3 un sentiment de surmenage et de faiblesse ».
Gabriel Chong de Moviexclusive.com donne au film la note de 2,5 sur 5 et écrit : « Par rapport à ses prédécesseurs, le récit est trop flou, en particulier vers le milieu ».
Le film récolte 4,43 millions $ lors de son premier jour d'exploitation en Chine.